# Noritaka Hidaka
Noritaka Hidaka, född 29 maj 1947 i Tokyo prefektur, Japan, är en japansk tidigare fotbollsspelare.